# Wolbromek
Wolbromek (niem. Wolmsdorf) – wieś w Polsce położona w województwie dolnośląskim, w powiecie jaworskim, w gminie Bolków, na pograniczu Pogórza Kaczawskiego i Pogórza Wałbrzyskiego w Sudetach.

## Podział administracyjny
W latach 1975–1998 miejscowość administracyjnie należała do województwa jeleniogórskiego.

## Położenie
Miejscowość położona jest w Sudetach, na pograniczu Pogórza Kaczawskiego (Pogórze Wojcieszowskie) i Pogórza Wałbrzyskiego, w dolinie Nysy Szalonej. Obszar Pogórza Wałbrzyskiego położony na południe od wsi nosi nazwę Obniżenia Wolbromka. Przez wieś przepływa Nysa Szalona, w dolnej części także potok Sadówka.

## Budowa geologiczna
Wolbromek leży w obrębie zapadliska Wolbromka, niewielkiej jednostki geologicznej (tektonicznej), będącej południowo-wschodnim odgałęzieniem niecki północnosudeckiej. Cały obszar wokół wsi zbudowany jest ze skał osadowych: szarogłazów, piaskowców, mułowców, brekcji i zlepieńców dolnego permu (czerwonego spągowca). Na północy pojawiają się również dolnopermskie porfiry (ryolity).

## Historia
Wieś powstała przypuszczalnie już w XII wieku. Pierwsza wzmianka o wsi pochodzi z 1305 r. Dawnej wieś dzieliła się na Wolbromek Górny i Dolny. Wolbromek Górny (310 ha) od roku 1870 był w posiadaniu rodziny von Schmettow. Wolbromek Dolny (320 ha) był częścią ziemiańskiej ordynacji w Jugowej.

## II wojna światowa
Od maja 1945 rozpoczyna się ewakuacja ludność wsi. Pierwszymi transportami kolejowymi odjeżdżają kobiety i dzieci, docierają do Bawarii, wkrótce ewakuowana zostaje pozostała ludność wioski. Mężczyzn poniżej 60 roku życia wcielono do Volkssturmu i zgrupowano w Wierzchosławicach. Do wysiedlenie ludności, która postanowiła zostać, na podstawie ustaleń konferencji poczdamskiej doszło w nocy 23 stycznia 1946. Całą tamtejszą noc niemieccy mieszkańcy spędzili w sali gospody zum Deutschen Reich. Rano pojechali na wozach do Jawora, gdzie zostali zakwaterowani w zrujnowanych mieszkaniach. 23 lipca razem z mieszkańcami Jawora przewieziono ich koleją na teren powiatu Höxter w Westfalii. Niektórzy z mieszkańców zostali też przewiezieni wraz z pierwszym transportem z Bolkowa. Także 23 lipca 1946 wraz z mieszkańcami Gorzanowic i Świn pozostali mieszkańcy byli eskortowani do Jawora, a z tamtą zostali do Brakel w Westfalii.

## Kalendarium
- 1914 - tutejsza szkoła zostaje przeniesiona do nowego budynku

## Zabytki
Do wojewódzkiego rejestru zabytków wpisane są obiekty:
- kościół filialny pw. św. Barbary, wzmiankowany w 1305 r. Obecny wzniesiony około 1500 r. – XVI w., następnie przebudowany w XVIII w. oraz restaurowany w XIX w. Orientowany, murowany, jednonawowy, z wieżą od zachodu, z prostokątnym prezbiterium nakrytym dwuprzęsłowym sklepieniem krzyżowo-żebrowym.
- cmentarz przykościelny

## Stowarzyszenia i związki
- LZS Nysa Wolbromek
- Ochotnicza Straż Pożarna w Wolbromku

## Szlaki turystyczne
- czerwony – Szlakiem Zamków prowadzący z Bolkowa do Bolkowa przez wsie: Wolbromek, Kłaczyna, Świny, Gorzanowice, Jastrowiec, Lipa, Muchówek, Radzimowice, Mysłów, Płonina, Pastewnik Górny, Wierzchosławice.
- niebieski – Szlakiem Zamków prowadzący z Bolkowa do Bolkowa przez wsie: Świny, Wolbromek, Sady Dolne, Sady Górne, Nagórnik, Półwsie, Wierzchosławice.
- zielony – Szlakiem Zamków Piastowskich - przez las na północ od wsi przebiega fragment szlaku Siedlęcin - Grodno.